# Carlos del Barrio
Carlos del Barrio Corral (Santander, 15 augustus 1968) is een Spaans rallynavigator, actief naast Daniel Sordo in het wereldkampioenschap rally.

## Carrière

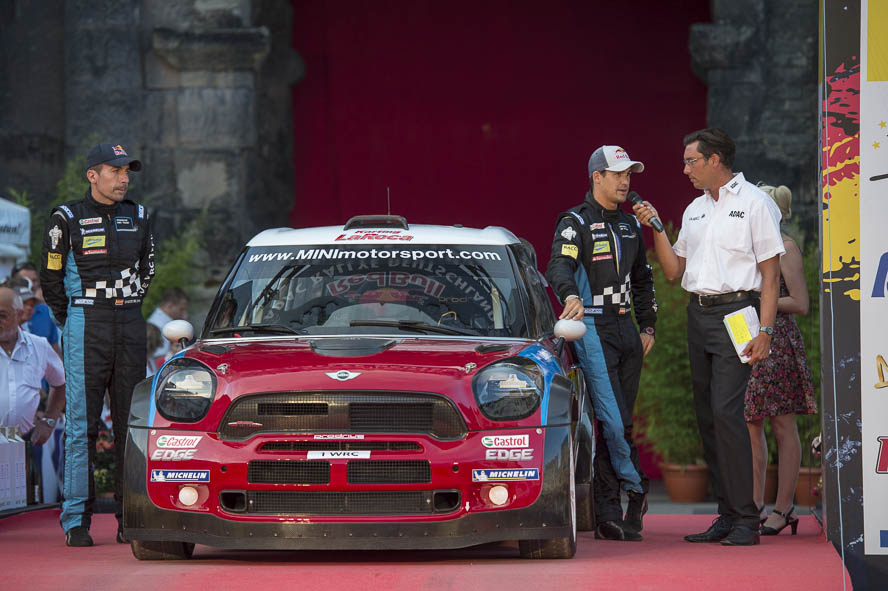
Del Barrio (links) en Daniel Sordo voorafgaand aan de start tijdens de Rally van Duitsland in 2012

Carlos del Barrio debuteerde eind jaren tachtig in de rallysport en profileerde zich een jaar of vijf later als professioneel rallynavigator naast Jesús Puras. In het wereldkampioenschap rally won het duo in 1994 met een Ford Escort RS Cosworth de titel in het Production World Rally Championship, waarna de samenwerking in de daaropvolgende jaren werd vervolgd bij de fabrieksteams van Seat en Citroën in de Formule 2 categorie. Met Puras won hij tot drie keer toe de titel in het Spaans rallykampioenschap. Del Barrio had hierna slechts een sporadische carrière in het WK, maar keerde in 2005 voor een groter programma terug met Xavier Pons, actief voor Kronos Racing met de Citroën Xsara WRC. Dit team verzorgde de preparatie voor Citroën's voornaamste WK rally activiteiten in het 2006 seizoen, op het moment dat de officiële constructeur een tussenjaar hield. Pons en del Barrio waren hiervan onderdeel, maar het duo kende niet een heel succesvol jaar, met drie opeenvolgende vierde plaatsen tegen het einde van het seizoen uiteindelijk als beste resultaten.
In het 2011 seizoen keerde del Barrio weer terug in het WK als navigator van Daniel Sordo bij het fabrieksteam van Mini, dat jaar debuterend in het kampioenschap met de Mini John Cooper Works WRC. Het duo behaalde podium resultaten in Duitsland, eindigend als derde, en Frankrijk, waar ze zelfs tweede zouden worden. Er werd opnieuw een tweede plaats behaald tijdens de openingsronde van het wereldkampioenschap in 2012 in Monte Carlo, maar hierna kwam het WK-project van Prodrive MINI op losse schroeven te staan en bleven grotere resultaten uiteindelijk ook uit. In 2013 maakte del Barrio samen met Sordo de terugkeer bij Citroën, inmiddels actief met de DS3 WRC. Naast een aantal podium resultaten bereikte het duo hun hoogtepunt met voor beide een debuutoverwinning in het WK rally in Duitsland. Sordo tekende tegen het einde van het seizoen een contract bij Hyundai, waarin Marc Martí hem vervolgens opnieuw zou gaan navigeren. Del Barrio is sindsdien voornamelijk actief geweest in nationale rally's in Spanje, maar zijn samenwerkingsverband met Sordo is inmiddels nieuw leven in geblazen; het tweetal uitkomend in een geselecteerd programma voor Hyundai in het WK in 2018. 